# Helen Benedict

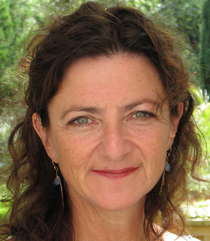
Helen Benedict

Helen Benedict (* 5. November 1952 in London) ist eine US-amerikanische Journalistin und Schriftstellerin. Sie lehrt als Professorin an der Columbia University Graduate School of Journalism.

## Leben
Die älteste Tochter des Anthropologen Burton Benedict und der Journalistin Marion Steuber Benedict machte 1975 das Bachelor-Examen an der britischen University of Sussex und 1979 den Master-Abschluss an der University of California, Berkeley. Danach arbeitete sie ein Jahr für eine Zeitung in Richmond (Kalifornien) und wechselte dann nach New York City, wo sie bis 1986 als freie Journalistin arbeitete. Seither ist sie Professorin an der Columbia University Graduate School of Journalism.
Thematische Schwerpunkte ihrer publizistischen Arbeit sind soziale Ungerechtigkeit, Flüchtlingsschicksale, die Auswirkungen des Krieges auf Zivilisten und Soldaten sowie Gewalt gegen Frauen. Mit ihren Publikationen machte sie die Auswüchse der sexuellen Übergriffe auf amerikanische Soldatinnen, die im Irak- und Afghanistan-Krieg dienten, bekannt. Ihr Buch The Lonely Soldier gab den Impuls zu einer Sammelklage gegen das Pentagon im Namen von Frauen und Männern, die im Militär sexuell missbraucht worden waren.

## Schriften (Auswahl)

### Belletristik
- Wolf season. Bellevue Literary Press, New York 2017, ISBN 9781942658306.
- Sand queen. Soho Press, Soho Press, New York 2011, ISBN 9781569479667.
- The edge of Eden. Soho Press, New York 2009, ISBN 9781569476024.
- The opposite of love. A novel. Viking, New York 2007, ISBN 9780670061358.
- The sailor's wife. A novel. Zoland Books, Cambridge, Mass. 2000, ISBN 1581950241.
- Bad angel. Dutton, New York 1996, ISBN 0525941002.
- A world like this. Dutton, New York 1990, ISBN 0525248315.

### Sachbücher
- Mit Eyad Awwadawnan: Map of Hope and Sorrow: Stories of Refugees Trapped in Greece. Footnote Press, London 2022, ISBN 978-1804440018.
- The lonely soldier. The private war of women serving in Iraq. Beacon Press, Boston 2009, ISBN 9780807061473.
- Virgin or vamp. How the press covers sex crimes. Oxford University Press, New York 1992, ISBN 0195066804.
- Portraits in print. A collection of profiles and the stories behind them. Columbia University Press, New York 1991, ISBN 0231072260.
- Safe, strong & streetwise. Little, Brown, Boston 1987, ISBN 0316088994.
- Recovery. How to survive sexual assault for women, men, teenagers, their friends and families. Doubleday, Garden City, N.Y 1985, ISBN 0385192061.